# Esseiachryson minutum
Esseiachryson minutum é uma espécie de cerambicídeo da tribo Achrysonini, com distribuição restrita ao Chile.